# یواس‌اس اسپرونس (دی‌دی-۹۶۳)
یواس‌اس اسپرونس (دی‌دی-۹۶۳) (به انگلیسی: USS Spruance (DD-963)) یک کشتی بود که طول آن 529 ft (161 m) waterline; 563 ft (172 m) overall بود. این کشتی در سال ۱۹۷۳ ساخته شد.